# 克里什亞尼斯·卡林什
阿圖爾斯·克里什亞尼斯·卡林什（發音：[ˈarturs ˈkriʃjaːnis ˈkariɲʃ]；1964年12月13日—）是一名生於美國的拉脫維亞政治人物，在2023年9月15日到2024年4月10日任拉脱维亚外交部长。此前曾任拉脫維亞總理、歐洲議會議員和經濟部長。